# Martin Petzold
Martin Petzold (* 25. Juni 1955 in Leipzig; † 19. April 2023 in München) war ein deutscher Sänger (Tenor).

## Leben und Wirken

### Herkunft und Thomanerchor
Martin Petzold, Sohn des Theologen Ernst Petzold, hatte erste Kontakte zur Musik als Kind in seinem Elternhaus in der DDR. Eine erste musikalische Ausbildung erhielt er im Leipziger Thomanerchor, dem er von 1965 bis 1974 angehörte; zur selben Zeit wie auch die gleichaltrigen Georg Christoph Biller und Matthias Weichert.

### Berufsausbildung und Studium
Da Petzold den Dienst an der Waffe verweigerte, durfte er nach dem Abitur kein Musikstudium beginnen. Stattdessen trat er ins Theologische Seminar ein, um Evangelische Theologie zu studieren. Er hatte dann aber den Wunsch, Sänger zu werden. Dieses Studium wurde ihm verwehrt, solange er den Grundwehrdienst nicht abgeleistet hätte. In der Bauschlosserei, Kunstschmiede und Feineisenbauwerkstatt von Franz Erich Stock, der Mitglied im Kirchenvorstand der Thomaskirche war, konnte er eine Berufsausbildung beginnen.
Als in der Berufsschule eines Tages ein Musikduo absagte, das zu einer Elternversammlung auftreten sollte, sprang Petzold auf Bitten des Direktors ein. Daraufhin sollte sich der „singende Arbeiter“ auf Weisung des Berufsschuldirektors an der Hochschule für Musik „Felix Mendelssohn Bartholdy“ vorstellen. Eine Woche lang studierte er bei Eva Schubert, bis das Ministerium für Staatssicherheit ihn wegen der Wehrdienstverweigerung wieder der Hochschule verwies. Daraufhin leistete Petzold seinen 18-monatigen Grundwehrdienst ab.
Von 1979 bis 1985 studierte er Gesang bei Eva Schubert und Bernd Siegfried Weber. Sein Ziel war ursprünglich eine Karriere als Chorsänger, etwa beim Rundfunkchor Leipzig. Erst nachdem er als Student für erste Opernrollen in Halberstadt und Altenburg verpflichtet worden war, entschloss er sich, Opernsänger zu werden.

### Sänger, Dozent, Stimmbildner, Karikaturist

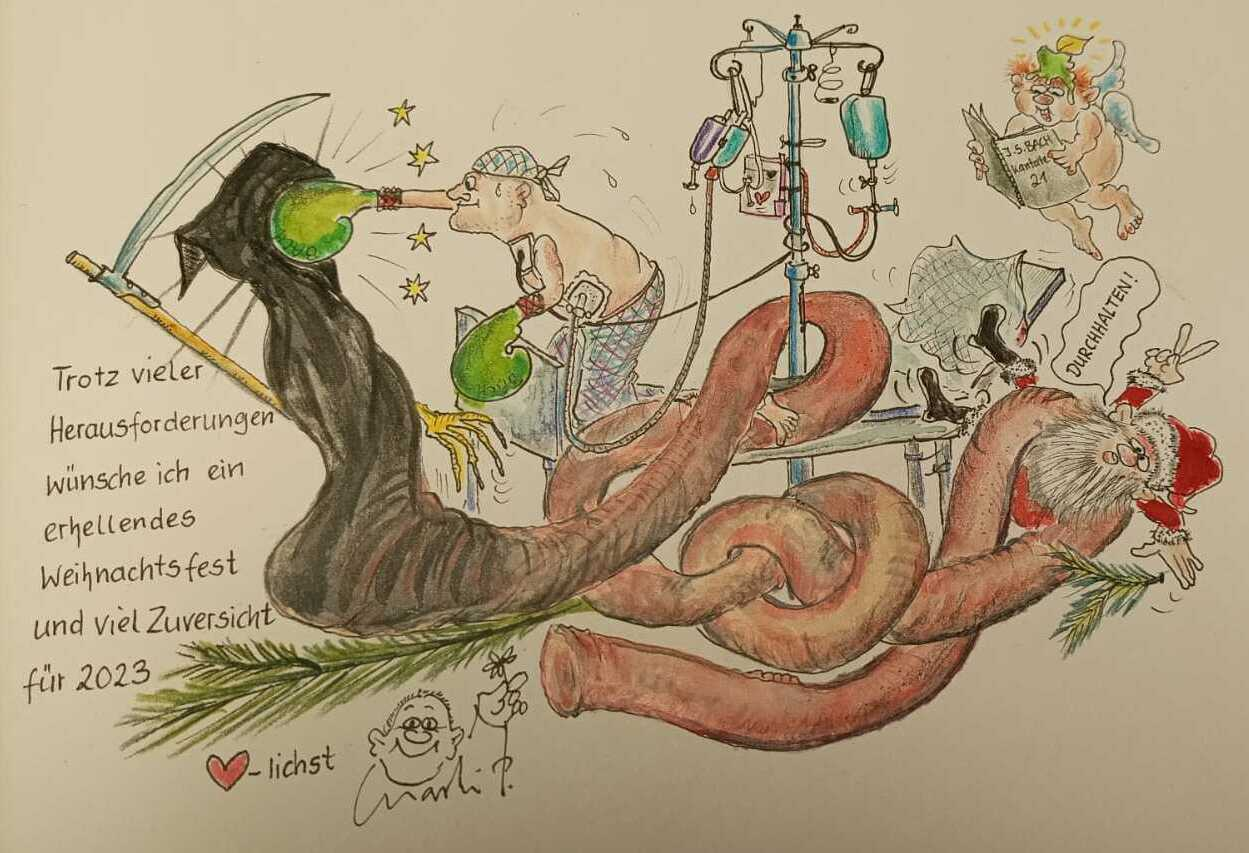
Karikatur von Martin Petzold, Weihnachten 2022

Nach seinem Staatsexamen 1985 erhielt er ein festes Engagement am Landestheater Halle. Daneben trat er seit 1986 regelmäßig in der Oper Leipzig auf, deren festes Ensemblemitglied er von 1988 bis 2021 war. Daneben arbeitete Petzold mit Chören und Orchestern zusammen, wie dem Thomanerchor, dem Dresdner Kreuzchor, dem Monteverdi-Chor Hamburg, dem Gewandhausorchester, dem MDR-Sinfonieorchester und dem Freiburger Barockorchester.
Das Repertoire des Opern-, Oratorien- und Konzertsängers umfasste Werke von Komponisten aller Stilrichtungen. Oft war er Gast an europäischen Opernhäusern. Ein besonderer Schwerpunkt seiner Arbeit lag in der Interpretation der Werke Johann Sebastian Bachs. Daneben förderte Petzold auch die Erhaltung des deutschen Volksliedgutes.
Auch in der Lehre war Petzold tätig, so seit 2002 als Dozent bei internationalen Meisterkursen sowie als Stimmbildner beim Thomanerchor. Später war er auch als Illustrator und Karikaturist tätig.

### Privates
Bereits sein Vater, sein Bruder und später sein Sohn Jakob waren Mitglieder des Thomanerchores. An Jakob Petzold (* 1986), der 1998 Opfer eines tödlichen Verkehrsunfalls wurde, erinnert das jährlich an hervorragende Thomaner vergebene Petzold-Legat.
Petzold war seit 2002 in zweiter Ehe mit Angela Petzold verheiratet. Er lebte lange Zeit in Leipzig-Gundorf und ab 2021 in München. In der Nacht zum 19. April 2023 starb er im Alter von 67 Jahren nach schwerer Krankheit.

## Auszeichnung
Im Jahre 2001 wurde Petzold zum Kammersänger ernannt.

## Tonträger
Das Verzeichnis viaf.org listet 56 Veröffentlichungen auf, an denen Petzold beteiligt gewesen ist.

## Varia
- Martin Petzold hat die Kirchgemeinde seines langjährigen Wohnorts Gundorf vielseitig unterstützt: Er holte viele namhafte Künstler in die Kirche Gundorf und machte sie so weit über Leipzig hinaus bekannt als besonderen Konzert-Ort. Seine Benefizkonzerte ermöglichten die Erhaltung und Sanierung der Pfarrscheune.[6]